# Dositeos
Se llaman dositeos a una antigua secta entre los samaritanos.
Son poco conocidos los dogmas o los errores de los dositeos. Lo que de ellos nos dijeron los antiguos se reduce a esto: que los dositeos llevaban tan lejos el principio de que no se debía hacer nada el día del sábado, que permanecían en el lugar y postura en que este día les sorprendía, sin moverse hasta el día siguiente. Que vituperaban las segundas nupcias y que la mayor parte de ellos no se casaban más de una vez o guardaban el celibato.
Se hace mención en Orígenes, San Epifanio, San Gerónimo y otros muchos PP. griegos y latinos de un cierto Dositeo jefe de secta entre los samaritanos pero no están de acuerdo sobre la época en que vivió.
Muchos piensan que fue el maestro de Simón Mago y que decía ser el Mesías. La multitud de personas que adoptaron este título en la misma época, poco más o menos, prueba que cuando Jesucristo se presentó estaban persuadidos de que el tiempo señalado por las profecías respecto a la venida del Mesías se había cumplido.
Alosheim que reunió y comparó todo lo que los antiguos dijeron con motivo de esta secta y de su autor, cree que Dositeo vivió al principio entre los esenios y entre ellos contrajo el hábito de la vida austera que practicaban; que dio en el fanatismo y quiso ser tenido por el Mesías. Excomulgado por los judíos, se retiró entre los samaritanos, poco tiempo después de la ascensión de Jesús. Adoptó un odio contra los judíos y su prevención contra los profetas, cuyos escritos jamás quisieron recibir estos cismáticos pues que no conservaron más que los de Moisés. Quiso también corregir a estos últimos o más bien, corromperlos. Negó la resurrección futura de los cuerpos, la destrucción del mundo y el juicio final. No admitía la existencia de los ángeles y no quería admitir otros demonios más que los ídolos de los paganos. Se abstenía de comer todo ser animado. Dositeo llevaba la observancia del sábado hasta la superstición. 
Sus discípulos hacían lo mismo. Muchos guardaban la continencia, aun en el matrimonio cuando habían tenido hijos. Así, esta secta más bien fue judía que cristiana. Inst. Hist. Christ., 2ª parte, c. 5, §. 11.
<< En el primer siglo de nuestra era un hombre llamado Dositeo fundó una secta en Samaria. Se regían por el calendario lunar, en el centro dirigente de la secta había 30 personas que representaban los 30 días del ciclo lunar, y una mujer que tomaba el nombre de la luna. Practicaban el bautismo. Dositeo decía que era el profeta como Moisés prometido en las escrituras (Dt 18, 15). Sus seguidores creían que su líder había venido a restaurar la ley de Moisés  que se encontraba corrompida luego de la práctica por siglos de sacerdotes fraudulentos. Uno de sus discípulos, llamado Simón de Gitta o «el mago» comenzó a tener más y más preponderancia dentro del grupo. Esto llegó al punto que Simón decía ser El que se Sostiene: «Yo me puedo hacer invisible para que aquellos que quieran capturarme, y yo puedo revelarme abiertamente de nuevo cuando así yo lo desee. Si yo quiero escapar, yo puedo hacer un túnel a través de las montañas y las rocas como si fuera barro. Y si me tirase cabeza abajo de una alta montaña, sería llevado a tierra, ileso, como si me llevaran en un vehículo» (Pseudo-Clementinas homilias 2.9). El era «El Gran Poder». Con estas declaraciones Simón el mago no tardó en convertirse en el líder de la secta que fue adquiriendo características gnósticas. En el centro de la nueva secta se ubicaba, evidentemente, Simón el mago y Elena, la mujer que antes representaba la luna, en la secta de Dositeo. Ambos eran espíritus que habían descendido desde las alturas a la tierra. El mensaje de Simón era simple. El decía que arriba estaba Dios el Padre, YHWH, cuyo primer pensamiento Ennoia era el nous o mente conocida como el Espíritu Santo. Su primer pensamiento, el Espíritu Santo, comprendió su voluntad, y ella saltó y descendió a los reinos inferiores donde, como Madre Dios, ella generó los ángeles y los poderes que el padre había deseado. Pero los ángeles sintieron celos y lujuria en relación con el primer pensamiento de YHWH, esto es, el Espíritu Santo, que era más hermosa que ellos. Entonces la capturarón y la encerraron en un cuerpo material, de tal forma el Espíritu llegó a estar sujeta a los ciclos de nacimiento y muerte, reencarnándose en cuerpos humanos desde entonces. En otras palabras, el Espíritu Santo quedó atrapada por su propia creación. Simón se declaró a sí mismo la manifestación de YHWH, el Gran Poder, el Hijo de Dios, que había venido a la tierra para liberar al Primer Pensamiento de su esclavitud de los ángeles rebeldes. En la tierra Simón aparecía como un hombre. Y así había estado buscando de lugar en lugar su Espíritu perdido. Y cuando lo encontró contrajo matrimonio con ella, esto es con Elena. Ahora bien, hasta entonces Elena, el Espíritu, había estado atrapada en el peor de los cuerpos imaginables, el de una prostituta. Este mito, bien simple, es una metáfora para todos los hombres, que como Elena, tienen su espíritu capturado en sus cuerpos materiales. La liberación del espíritu es una cuestión de gracia divina. Esta se manifiesta a partir de la instrucción de Simón que predicaba a los hombres acerca de sí mismos. Entre otras ideas, Simón instruía que la Torá escrita estaba corrupta. Simón decía que no había necesidad de tener un cuerpo litarario. Dios el Padre no es el autor de la Torá, sino que su origen está en uno de los más bajos de los ángeles corruptos. Entre los ritos que Simón y Elena organizaron era el del bautismo y la memorización y el pronunciar todos los nombres de los ángeles malos para poder tener poder sobre ellos. También habría existido un rito de carácter sexual que representaban la unión del Padre Dios y la Madre Dios, este rito se llamaba el «Amor Perfecto» (Hipólito, Refutación 6,19, 5; Epifanio, Panarion, 21,4, 1-2). Para más detalles: >>